# Franz Hartmann

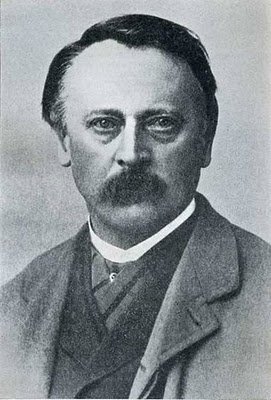

Franz Hartmann (* 22. November 1838 in Donauwörth, Bayern; † 7. August 1912 in Kempten (Allgäu)) war ein deutscher Theosoph, Freimaurer, Rosenkreuzer und Autor von esoterischen Werken.

## Leben

### Kindheit und Jugend
Franz Hartmann wurde am 22. November 1838 in Donauwörth als Sohn von Karl Hartmann und dessen Frau Elise von Stack geboren. Kurz nach seiner Geburt übersiedelte die Familie nach Kempten, da der Vater, ein praktischer Arzt, dort eine Stelle als königlich bayerischer Gerichtsarzt angenommen hatte. Nach seiner Kindheit, Jugend und Schulbesuch in Kempten meldete er sich 1859 als Freiwilliger zur bayerischen Armee beim 1. Königlich-bayerischen-Artillerieregiment in Würzburg. Ein Jahr später quittierte er den Dienst und begann sich an der Ludwig-Maximilians-Universität in München auf sein Staatsexamen vorzubereiten. Nach der Prüfung 1862 begann er mit dem Studium der Pharmakologie, um Apotheker zu werden.

### Erfahrungen in den USA
Noch vor Abschluss seines Studiums machte Hartmann 1865 eine Ferienreise nach Frankreich und als ihm in Le Havre die Stelle eines Schiffsarztes auf einem US-amerikanischen Paketboot angeboten wurde, sagte er aus purer Abenteuerlust zu. So gelangte er in die USA, wo er sich schließlich in St. Louis niederließ. Hier beendete er sein Studium, praktizierte als Augenarzt und erwarb die amerikanische Staatsbürgerschaft. 1870 wurde ihm das ruhige Leben dort zu langweilig, er gab seine gut gehende Praxis auf und begann eine ausgedehnte Reisetätigkeit. In Mexiko lebte er einige Zeit in Córdoba und Orizaba, studierte die indianische Kultur bei verschiedenen Stämmen und praktizierte 1871 wieder als Arzt in New Orleans. 1872 ließ er sich im US-Bundesstaat Texas nieder, kaufte eine Farm und heiratete. Sieben Monate später starb seine Frau, woraufhin Hartmann die Farm wieder verkaufte und erneut zu reisen begann. Kreuz und quer durchstreifte er die USA, lernte bei Indianern, untersuchte zahlreiche parapsychologische Phänomene und beschäftigte sich mit den Anschauungen verschiedener Religionen, bis er 1879 in Georgetown im Bundesstaat Colorado wieder als Arzt praktizierte. 1882 wurde Hartmann dort zum Gerichtsarzt bestellt. Hier trat er auch der AFAM-Freimaurerloge Georgetown No. 12 bei.

### Der Theosoph

#### In den USA und Indien
Infolge seiner esoterischen Interessen lernte er 1882 Helena Blavatskys Buch Isis entschleiert kennen und schätzen, und, nach einem weiteren Umzug nach New Orleans, wurde er Anfang 1883 Mitglied der dortigen Loge der Theosophischen Gesellschaft (TG). Dem Wunsch folgend, Blavatsky persönlich kennenzulernen, suchte Hartmann brieflichen Kontakt mit ihr und daraus folgend dann auch mit Henry Steel Olcott. Von diesem wurde er eingeladen, nach Indien, ins Hauptquartier der TG, nach Adyar bei Madras zu kommen. Am 11. Oktober 1883 schiffte er sich in San Francisco ein und, nach Zwischenstopps in Japan und China, erreichte er am 4. Dezember Madras. Dem Beispiel einiger führender Theosophen in Adyar folgend, trat Hartmann am 26. Dezember 1883 zum Buddhismus über. Innerhalb kürzester Zeit wurde er engster Vertrauter von Blavatsky, Olcott sowie Subba Row und schließlich administrativer Leiter der TG-Zentrale. Hartmann setzte sich intensiv mit den Lehren der Theosophie auseinander, vertiefte sich in die Philosophie von Buddhismus und Hinduismus und beschäftigte sich mit den verschiedenen Ausprägungen des Yoga. Während Blavatsky, die Hartmann gerne dirty Franz nannte, und Olcott von Februar bis Dezember 1884 auf einer Europareise von Adyar abwesend waren, begann die umstrittene Coulomb-Affäre Wellen zu schlagen, diese zog sowohl den Ruf Blavatskys als auch der TG in Mitleidenschaft. Hartmann, als Mitglied des Kontrollrates der TG in Adyar, versuchte Blavatsky zu verteidigen, kam dadurch in Konflikt mit den aufgebrachten Anhängern der TG und der durch den Bericht ungünstig beeinflussten öffentlichen Meinung. Dies torpedierte die Ausübung der leitenden Funktion Hartmanns bei der Adyar-TG und machte seinen weiteren Aufenthalt in Indien unmöglich. Gemeinsam mit Blavatsky, deren Bleiben in Indien durch diese Vorfälle ebenfalls nicht mehr erwünscht war, verließ er im Frühjahr 1885 das Land (zwischen 26. März und 7. April; es gibt unterschiedliche Angaben über den Abreisetermin), um nie mehr dorthin zurückzukehren. In Neapel angekommen, trennte er sich nach einigen Tagen endgültig, doch in bestem Einvernehmen, von Blavatsky, um nach Kempten zu fahren, wo er am 20. Mai 1885 eintraf.

#### In Deutschland
Schon kurz vor dem 23. Oktober 1884 hatte Wilhelm Hübbe Schleiden Franz Hartmann in die Liste der Mitglieder der theosophischen Loge Germania aufgenommen. Diese zeigte jedoch seit Januar 1886 durch die mittlerweile auch in Deutschland bekannt gewordene Coulomb-Affäre bereits ernste Auflösungserscheinungen und war dadurch nicht mehr in der Lage, die theosophische Idee wirksam zu verbreiten. Sie löste sich durch Majoritätsbeschluss am 31. Dezember 1886 auf.
So reifte in Hartmann der Gedanke, eine „neue“ deutsche TG zu gründen. Diese sollte unbelastet vom ruinierten Ruf der Adyar-TG entstehen, und durch Katherine Tingley, die designierte Präsidentin der Theosophischen Gesellschaft in Amerika, bot sich ihm 1896 diese Gelegenheit. Tingley besuchte in diesem Jahr auf ihrer Werbe-Weltreise für die (amerikanische) Theosophie auch Deutschland. Schon vorher hatte Hartmann Paul Raatz kennengelernt, und unter dessen Führung wurde am 24. Juni 1896 in Berlin die Theosophische Gesellschaft in Europa (Deutschland) (TGE) gegründet. Auf der ersten Hauptversammlung am 30. August 1896 wurde Hartmann unter Anwesenheit von Katherine Tingley zum Präsidenten der neuen Gesellschaft gewählt, Theodor Reuss wurde Vizepräsident. Am 3. September 1897 trennte sich Hartmann wieder von der TGE, um am selben Tag in München die Internationale Theosophische Verbrüderung (I.T.V.) zu gründen. Diese sollte als übergeordnete Organisation alle theosophischen Logen vereinigen. Hartmann war ein Jahr lang selbst Präsident der I.T.V., 1898 übergab er dieses Amt an Hermann Rudolph (1865–1946). Unter dem Dach der I.T.V. gründete Hartmann 1898 in Leipzig die Theosophische Gesellschaft in Deutschland (TGD), deren Mitglieder in Folge oft als „Hartmannianer“ bezeichnet wurden, da deren theosophische Richtung von ihrem Gründer geprägt war. Diese Gesellschaft besteht bis heute (2005).

#### In Österreich
Hartmann kannte seit Mitte der 1880er-Jahre den vielseitig gebildeten und esoterisch interessierten Friedrich Eckstein in Wien, dieser hatte die Theosophie bereits früher kennengelernt und war 1884 mit Blavatsky und Olcott in England zusammengetroffen. Hartmann fand hier einen Geistesverwandten und machte ihn, und später auch seine Frau Bertha Diener, neben der Theosophie mit verschiedenen Yogatechniken bekannt. Eckstein wiederum war eng mit Sigmund Freud befreundet, der auf diese Weise die Theosophie und Yoga kennenlernte. Zu Ecksteins Bekanntenkreis gehörte auch der zu dieser Zeit in Wien studierende Rudolf Steiner, der durch diese Quelle erstmals mit der Theosophie intensiv in Berührung kam. Eckstein, bekannt mit zahlreichen „Größen“ der Zeit um die Jahrhundertwende (19./20.), vermittelte seine theosophische Ideen auch u. a. an Anton Bruckner, Hugo von Hofmannsthal, Karl Kraus, Adolf Loos, Robert Musil, Rainer Maria Rilke, Felix Salten, Arthur Schnitzler, Franz Werfel und Hugo Wolf.
Als Eckstein, durch eine von Helena Blavatsky 1886 ausgestellte Stiftungsurkunde ermächtigt, eine Wiener Theosophische Gesellschaft gründete, wurde Hartmann als Präsident gewählt.
1903 kam Hartmann über die okkulte Zeitschrift Gnosis (1904 mit Rudolf Steiners Zeitschrift Luzifer zur Lucifer-Gnosis vereinigt), in Kontakt mit Guido von List, welcher dort einen Artikel über die „arische Ursprache“ veröffentlicht hatte. Hartmann stellte den Kontakt zur Wiener und zur deutschen TG (TGD) her und machte List mit der Theosophie bekannt. List begeisterte vor allem der Eklektizismus der theosophischen Lehren. Er übernahm aus ihnen kosmologische Vorstellungen u. a. auch die Wurzelrassenhypothese von Helena Blavatsky und missbrauchte sie durch Vermischung mit dem Rassismus des Arthur Gobineau zu einer „Ariosophie“. Aus der Bekanntschaft mit List entwickelte Hartmann ein Naheverhältnis zur Guido-von-List-Gesellschaft, wie sie bis zu seinem Tod 1912 bestand.
Karl Kellner, ein Wiener Papier-Industrieller, kam durch Hartmann mit der Theosophie und Yoga in Berührung. Zusammen entwickelten sie in den 1890er-Jahren das Lignosulfit-Inhalationsverfahren gegen Keuchhusten und Tuberkulose. Hartmann konnte, durch Vermittlung Kellners, eine gut bezahlte Anstellung im Sanatorium Lahmann, im österreichischen Hallein, bekommen, wo er dieses Verfahren mit Erfolg u. a. an Gustav Meyrink anwandte. Für Hartmann, der die meiste Zeit seines Lebens unter chronischem Geldmangel litt, war diese Stelle vor allem in finanzieller Hinsicht interessant, sicherte diese ihm doch ein regelmäßiges Einkommen.

### In Geheimgesellschaften und Geheimbünden
Hartmann, Kellner und Theodor Reuss betätigen sich ab 1902 bei der Verbreitung eines Ritus ägyptischer Hochgradmaurerei, den der englische Okkultist John Yarker durch Zusammenlegung des Memphis- und des Misraim-Ritus geschaffen hatte. Am 27. Dezember 1903 wurde Karl Kellner zum 33°, 90°, 96° von England und Deutschland ernannt. Nach dem Tod von Karl Kellner erteilte Yarker 1905 an Reuss 33°, 96°, Franz Hartmann 33°, 95°, Heinrich Klein 33°, 95° die Berechtigung, die Grade des Memphis-Misraim-Ritus 1–33°, 90°, 95° zu bearbeiten. Bereits um 1904 begann sich Franz Hartmann von Reuss und Kellner wegen ihrer okkulten Praxis scharf zu distanzieren. Den „Deal“, den Reuss mit Rudolf Steiner im Januar 1906 schloss, welcher im Grunde einen Verkauf von Hochgraden beinhaltete, versuchte Franz Hartmann zu verhindern. Der 22. Januar 1906 ist das erste Datum einer (englischen) Konstitution der Ordo Templi Orientis (O.T.O.), den Reuss zu einer Art Dachverband gestaltet. Rückwirkend nahm er den Memphis-Misraïm-Ritus in den O.T.O. auf und erklärt alle Memphis-Misraim-Mitglieder von 1902 bis 1906 ohne deren Wissen und Einverständnis rückwirkend zu O.T.O.-Mitgliedern. Reuss bezweckte damit, für Werbung neuer Mitglieder eine beachtliche Ahnengalerie vorweisen zu können. Daraus ergab sich für die historische Forschung zunächst die Meinung, Hartmann und auch Steiner seien Mitglieder des O.T.O. gewesen, was sie jedoch nie waren. Hochgradige Vertreter des damaligen deutschen Memphis-Misraim wie z. B. Paul Eberhardt und Emil Adrianyi erfuhren erst um 1912 von der Existenz eines O.T.O. und vertraten die Auffassung, dass Reuss das Gründungsdatum des O.T.O. auf 1906 vordatiert hatte. Horst Miers vermutet in seinem Lexikon des Geheimwissens, dass Hartmann, zusammen mit Leopold Engel, in Dresden den Esoterischen Orden von Rosenkreuz gegründet haben soll. Da Hartmann jedoch (irdisch) organisiertes Rosenkreuzertum deutlich ablehnte und stattdessen eine lose geistige Vereinigung theosophischer Adepten befürwortete, erscheint diese Vermutung sehr fraglich.

### Der Schriftsteller
Franz Hartmann galt als Meister der Sprache. Selbst schwierige Zusammenhänge vermochte er in einfachen und leicht verständlichen Worten darzulegen. Seinen Worten zufolge wollte er niemals Schriftsteller werden, sondern begann zum „Selbstunterricht“ zu schreiben, anfangs in Englisch, erst später in Deutsch. Sein Hauptwerk war die Zeitschrift Lotusblüten, die er 13 Jahre lang herausgab und in der er den größten Teil der Artikel selbst schrieb. Viele dieser Aufsätze wurden später in Buchform veröffentlicht. Daneben publizierte er u. a. auch in den Zeitschriften Sphinx und Neue Metaphysische Rundschau. Neben den christlichen Mystikern schrieb er über Yoga, die Veden, Upanishaden und die Bhagavad Gita. Okkultismus und Magie gehörte ebenso zu seinem Repertoire wie Themen aus der Theosophie. Hartmann betätigte sich auch als Übersetzer, so z. B. der Bhagavad Gita oder des Tao Te King aus dem Englischen.

### Tod

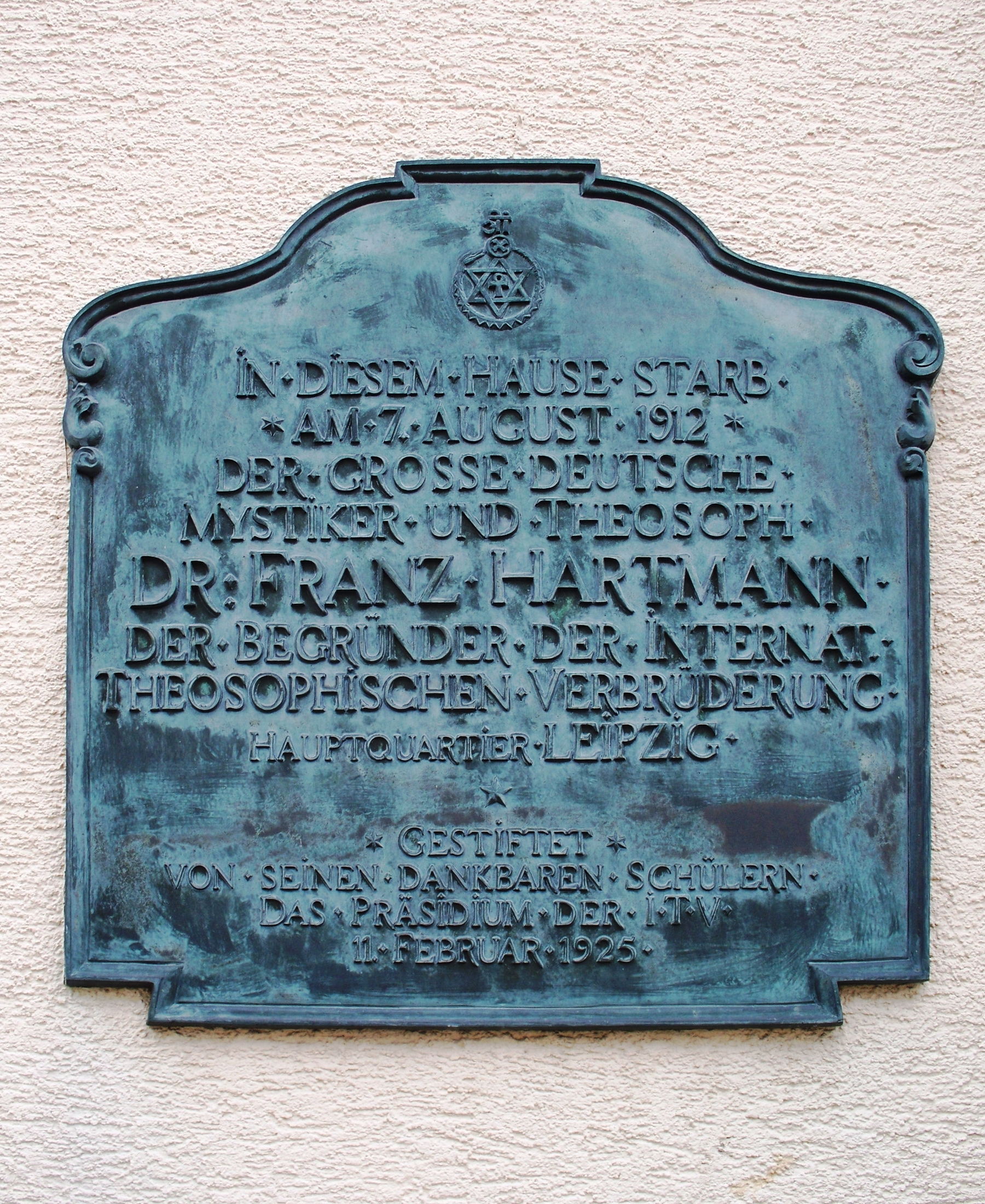
Gedenktafel für Franz Hartmann in Kempten

Hartmann bereiste seit 1885 praktisch nur mehr die deutschsprachigen Länder und England, diese jedoch umso häufiger, dabei hielt er zahlreiche Vorträge, in erster Linie für die Theosophie. Er starb am 7. August 1912 in Kempten (Allgäu) während der Heimfahrt von einer Vortragsreise zu seinem letzten Wohnsitz in Algund bei Meran. Begraben wurde er in Kempten.

## Kritik
Hartmann kann als einer der wichtigsten Wegbereiter der Theosophie im deutschsprachigen Raum angesehen werden. Neben seinen vielen Kontakten erreichte er durch zahlreiche Vorträge und Publikationen ein großes und vor allem einflussreiches Publikum. Er schuf Verbindungen zwischen der religiös-mystischen Welt Indiens und Europas und trug damit wesentlich zur Verbreitung östlicher Philosophien im Westen bei. Andererseits steht Hartmanns Werk im Widerspruch zu den traditionellen christlichen Konfessionen und wird deshalb auch von diesen abgelehnt.

## Werke (Auswahl)
- Lotusblüten, als Herausgeber
- Johannes Fährmann (d. i. Hans Fändrich): Franz Hartmanns ausgewählte theosophische Werke, 10 Bände. Schatzkammerverlag, Buenos Aires/Calw 1954–1992.
- Andere Dimensionen des Denkens, Wissen und Erkenntnis, eine Einführung in die Geheimwissenschaft. Manas, Stuttgart 1984, ISBN 3-89071-004-2: Titel der Originalausgabe: Populäre Vorträge über Geheimwissenschaft. Leipzig o. J.
- Autobiographie. Theosophie in Bewegung e. V., Frankfurt a. M., Schriftenreihe Nr. 04.
- Betrachtungen über das Tao-Teh-King. Der Weg, die Wahrheit und das Licht. Theosophische Central-Buchhandlung, Leipzig o. J.
- Das Evangelium Buddhas, sein Leben und seine Lehre. Ullrich, Calw 1994, ISBN 3-924411-52-2.
- Denkwürdige Erinnerungen. Theosophisches Verlagshaus, Leipzig o. J.
- Die Erkenntnislehre der Bhagavad-gita, im Lichte der Geheimlehre betrachtet. Lang, Kolbermoor 1999, ISBN 3-930664-06-2.
- Die Geheimlehre in der christlichen Religion nach der Erklärung von Meister Eckhart. Verlag von Wilhelm Friedrich, Leipzig o. J.
- Schwarze & Weiße Magie, 1886.
- Die Mystik in Goethes „Faust“, Eine Betrachtung. Theosophisches Verlagshaus, Leipzig 1918.
- Die Symbole der Bibel und der Kirche, ihre esoterische Bedeutung. Schatzkammerverlag, Calw 1966.
- Elementargeister. Ihre Natur und verschiedene Charaktere, Gruppen, Arten und Klassen. Verlag Heliakon, 2012, ISBN 978-3-943208-04-7.
- Grundriss der Geheimlehre von H. P. Blavatsky. Schatzkammerverlag, Calw 1980.
- Hermetische Kindergeschichten. Jaeger’sche Verlagsbuchhandlung, Leipzig 38 o..J.
- Jehoshua der Prophet von Nazareth. Verlag Heliakon, 2012, ISBN 978-3-943208-05-4.
- Karma oder Wissen, Wirken und Werden, mit praktischen Anweisungen über die okkulte Wissenschaft für alle, die nicht nur wissen, sondern auch werden wollen. Lang, Kolbermoor 1999, ISBN 3-930664-00-3.
- Lebendig begraben. Eine Untersuchung der Natur und Ursachen des Scheintodes und der Mittel zur Verhütung des Lebendigbegrabenwerdens. Theosophisches Verlagshaus Dr. Hugo Vollrath, Leipzig o. J.
- Mysterien, Symbole und magisch wirkende Kräfte. Lotus-Verlag, Leipzig 1902.
- Theophrastus Paracelsus als Mystiker. Theosophisches Verlagshaus, Leipzig 1930.
- Theosophische Korrespondenz, Enthaltend die Beantwortung zahlreicher Fragen in Bezug auf Theosophie, Magie, Occultismus, Spiritismus, Geheimwissenschaften u.s.w. Lotus-Verlag, Leipzig o. J. (nach 1901).
- Unter den Adepten und Rosenkreuzern. Schikowski, Berlin 1986.
- Unter den Adepten. Vertrauliche Mittheilungen aus den Kreisen der indischen Adepten und christlichen Mystiker. Lotus-Verlag, Leipzig 1901.
- Unter den Gnomen im Untersberg. Verlag von Wilhelm Friedrich, Leipzig o. J.
- Vertrauliche Mitteilungen. Zweite erweiterte Auflage, Theosophisches Verlagshaus, Leipzig 1924.
- Was ist Yoga? Schatzkammerverlag, Calw 1962.
- Die Grundlagen der astrologischen Geomantie. Verlag Heliakon, 2015, ISBN 978-3-943208-24-5.